# Private (film)
Pour les articles homonymes, voir Private.
Pour plus de détails, voir Fiche technique et Distribution.
Private est un film dramatique italien réalisé par Saverio Costanzo, sorti en 2004.

## Synopsis
Une famille palestinienne doit laisser sa maison à l'armée israélienne qui la leur réquisitionne. Mais la famille ne veut pas laisser leur maison, elle cohabite donc avec l'armée.

## Fiche technique
- Titre : Private
- Réalisation : Saverio Costanzo
- Scénario : Saverio Costanzo, Camilla Costanzo, Alessio Cremonini et Sayed Oashua d'après une histoire vraie
- Photographie : Luigi Martinucci
- Montage : Francesca Calvelli
- Musique : Alter Ego
- Production : Mario Gianani, Gianluca Rizzo et Fabrizio Storaro
- Sociétés de production : Istituto Luce, Offside, Cydonia, Rai Cinema
- Pays d'origine :  Italie
- Langue : Arabe, Anglais, Hébreu
- Format : Couleur — 35 mm — 1,85:1 — Son : Dolby Surround
- Genre : Film dramatique, Film de guerre
- Durée : 90 minutes
- Dates de sortie : 
  -  Suisse : 12 août 2004 (Festival international du film de Locarno)
  -  Canada : 10 septembre 2004 (Festival international du film de Toronto)
  -  Espagne : 29 octobre 2004 (Festival international du film de Valladolid) / 11 février 2005 (sortie nationale)
  -  Italie : 14 janvier 2005
  -  Suède : 28 janvier 2005
  -  France : 17 mars 2005 (Festival du film d'aventures de Valenciennes) / 6 avril 2005 (sortie nationale)
  -  Hong Kong : 25 mars 2005 (Festival international du film de Hong Kong)
  -  Belgique : 6 avril 2005

## Distribution
- Mohammad Bakri : Mohammad B.
- Lior Miller : Commander Ofer
- Hend Ayoub : Mariam B.
- Tomer Russo : Private Eial
- Areen Omari : Samiah B.
- Marco Alsaying : Jamal B.

## Récompenses et distinctions
- Léopard d'or au Festival de Locarno 2004